# 236. strelska divizija (ZSSR)
236. strelska divizija (izvirno rusko 236. стрелковая дивизия; kratica 236. SD) je bila strelska divizija Rdeče armade v času druge svetovne vojne.

## Zgodovina
Divizija je bila ustanovljena februarja 1941 v Kazanu.